# Švihov (okres Rakovník)
Švihov (německy Schmihof) je obec v okrese Rakovník ve Středočeském kraji. Leží zhruba dvanáct kilometrů západně od Rakovníka. Žije zde 62 obyvatel. Železniční zastávka v místě nese název Švihov u Jesenice.

## Historie
První písemná zmínka o vesnici pochází z roku 1405.
Ve vsi Švihov (německy Schmihof, 212 obyvatel) byly v roce 1932 evidovány tyto živnosti a obchody: sochař kamene, 2 hostince, obchod se smíšeným zbožím, trhovec, kovář, spořitelní a záložní spolek ve Švihově, trafika, obchod s dobytkem, cihelna.

## Obyvatelstvo
Při sčítání lidu v roce 1921 zde žilo 212 obyvatel (z toho 105 mužů), z nichž bylo 87 Čechoslováků a 125 Němců. Kromě jednoho evangelíka, osmi členů církve československé a dvou židů se hlásili k římskokatolické církvi. Podle sčítání lidu z roku 1930 měla vesnice 190 obyvatel: 86 Čechoslováků a 104 Němců. Dvacet jich patřilo k československé církvi, pět k izraelské, 160 k římskokatolické a pět lidí bylo bez vyznání.
| Rok            | 1869 | 1880 | 1890 | 1900 | 1910 | 1921 | 1930 | 1950 | 1961 | 1970 | 1980 | 1991 | 2001 | 2011 | 2021 |
| -------------- | ---- | ---- | ---- | ---- | ---- | ---- | ---- | ---- | ---- | ---- | ---- | ---- | ---- | ---- | ---- |
| Počet obyvatel | 168  | 178  | 178  | 170  | 199  | 212  | 190  | 143  | 116  | 97   | 81   | 77   | 50   | 57   | 43   |
| Počet domů     | 27   | 28   | 28   | 31   | 36   | 37   | 44   | 45   | 35   | 34   | 31   | 36   | 35   | 36   | 35   |

## Obecní správa

### Územněsprávní začlenění
Dějiny územněsprávního začleňování zahrnují období od roku 1850 do současnosti. V chronologickém přehledu je uvedena územně administrativní příslušnost obce v roce, kdy ke změně došlo:
- 1850 země česká, kraj Cheb, politický okres Žatec, soudní okres Jesenice[9]
- 1855 země česká, kraj Žatec, soudní okres Jesenice
- 1868 země česká, politický okres Podbořany, soudní okres Jesenice
- 1939 Sudetenland, vládní obvod Karlovy Vary, politický okres Podbořany, soudní okres Jesenice[10]
- 1945 země česká, správní okres Podbořany, soudní okres Jesenice[11]
- 1949 Karlovarský kraj, okres Podbořany[12]
- 1960 Středočeský kraj, okres Rakovník
- k 1. lednu 1980 Středočeský kraj, okres Rakovník, obec Oráčov[13]
- k 24. listopadu 1990 Středočeský kraj, okres Rakovník[13]
- 2003 Středočeský kraj, obec s rozšířenou působností Rakovník

### Obecní symboly
Znak a vlajka byly obci uděleny rozhodnutím předsedy Poslanecké sněmovny Parlamentu České republiky dne 21. dubna 2020.

## Doprava
Dopravní síť
- Pozemní komunikace – Obcí vede silnice II/228 Rakovník - Jesenice.
- Železnice – Obec Švihov leží na železniční trati 161 Rakovník - Bečov nad Teplou. Je to jednokolejná regionální trať, doprava byla zahájena roku 1897. Na území obce leží železniční zastávka Švihov u Jesenice.

Veřejná doprava 2011
- Autobusová doprava – V obci měla zastávku autobusová linka Rakovník-Jesenice-Žďár (v pracovních dnech 5 spojů) (dopravce ANEXIA. O víkendu byla obec bez autobusové dopravní obsluhy.
- Železniční doprava – Po trati 161 mezi Rakovníkem a Jesenicí jezdilo v pracovních dnech 14 párů osobních vlaků, o víkendech 8 párů osobních vlaků.